# Empis angustipennis
Empis angustipennis är en tvåvingeart som beskrevs av Mario Bezzi 1909. Empis angustipennis ingår i släktet Empis och familjen dansflugor. Inga underarter finns listade i Catalogue of Life.